# Zeitschrift für Instrumentenbau

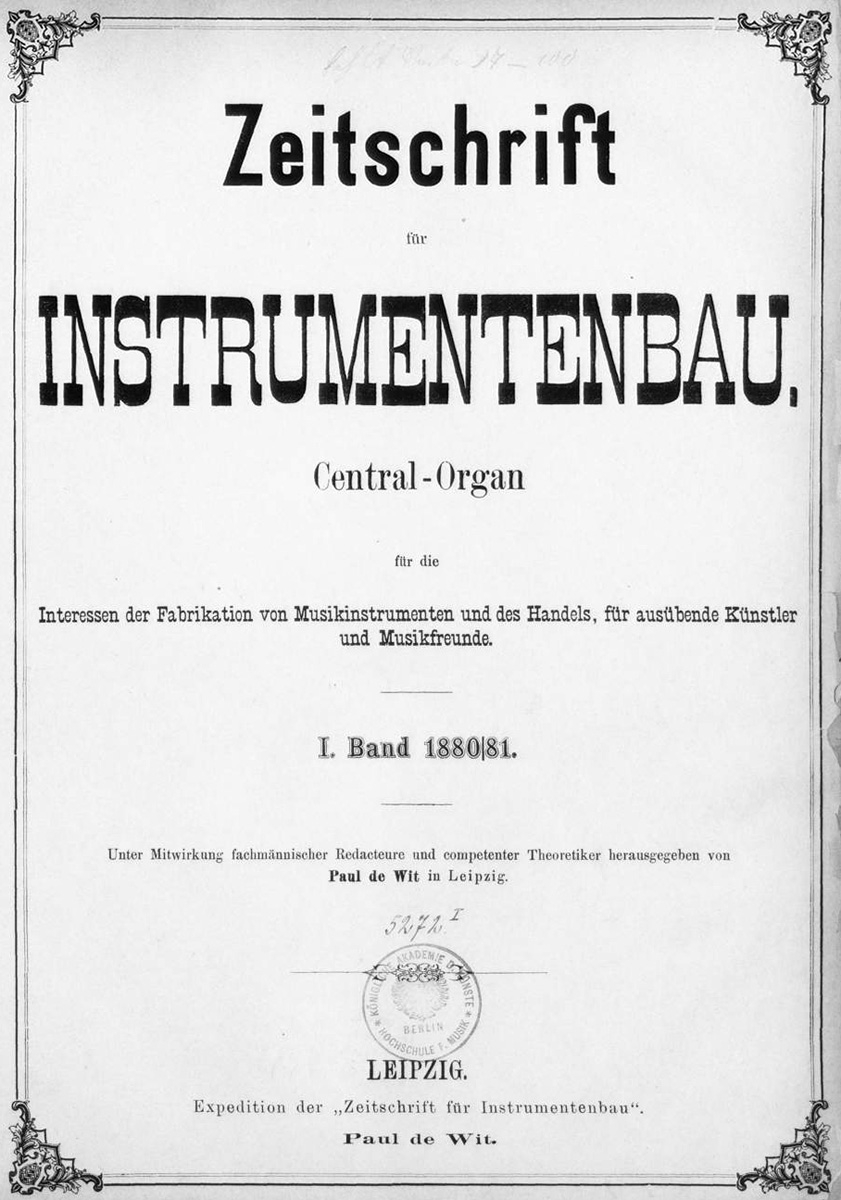
Das erste Titelblatt von 1880

Die Zeitschrift für Instrumentenbau war eine von 1880 bis 1943 erschienene Fachzeitschrift für den Musikinstrumentenbau.

## Geschichte
1879 kam der siebenundzwanzigjährige Niederländer Paul de Wit nach Leipzig und trat ein Volontariat bei dem Musikverleger und Redakteur der 1834 von Robert Schumann gegründeten Neuen Zeitschrift für Musik, Christian Friedrich Kahnt an. Er spielte selbst Cello und Viola da Gamba und hatte ein weit gefasstes Interesse an der Musik. De Wit kam in umfassender Weise mit dem Musikleben Leipzigs in Kontakt und auch mit dem Instrumentenbau. Er bemerkte bald das Fehlen einer Zeitschrift für Musikinstrumente. 1880 begründete er deshalb mit Oskar Laffert, der sich aber bald zurückzog, die Zeitschrift für Instrumentenbau und gab sie im Verlag, der seinen Namen trug, heraus.  Am 1. Oktober erschien das erste Heft mit 16 Seiten. Der Untertitel der Zeitschrift lautete „Central-Organ für die Interessen der Fabrikation von Musikinstrumenten und des Handels, für ausübende Künstler und Musikfreunde“. Die Adressaten waren also, wie die Thematik des Blattes, weit gefasst, was bald zum Erfolg des Unternehmens führte. Es wurde nach wenigen Jahren zum offiziellen Organ zahlreicher Berufsverbände des Musikinstrumentenbaus.

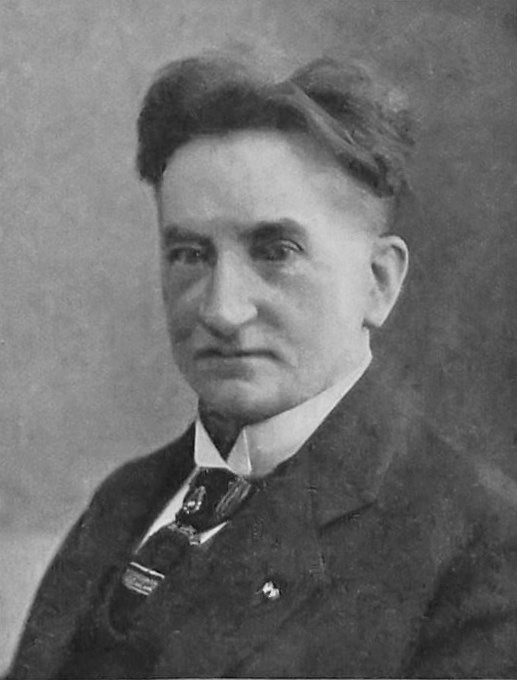
Der Gründer und langjährige Herausgeber Paul de Wit
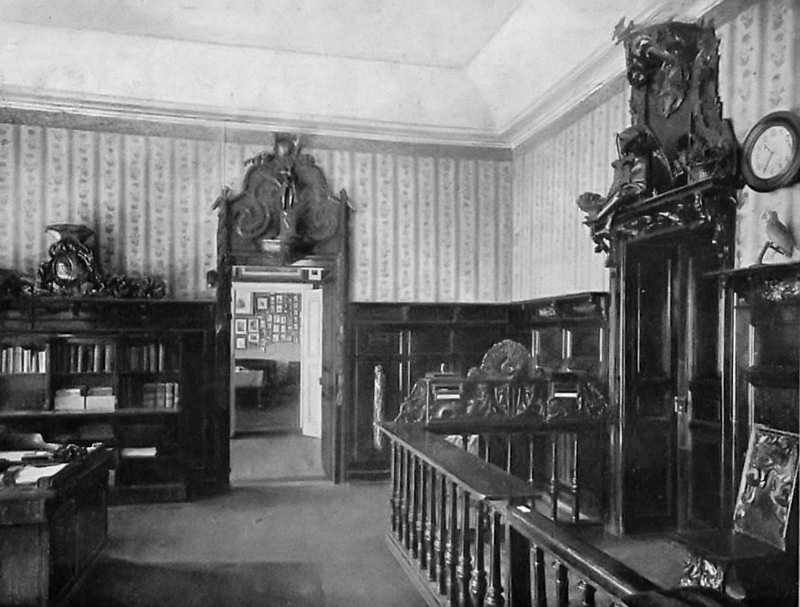
Das Leipziger Verlagsbüro am Thomaskirchhof 16 (heute Bosehaus) mit Schmuckelementen aus alten Orgelprospekten

Anfangs erschienen zwei Hefte pro Monat, ab dem dritten Jahrgang dann drei. Der Umfang des ersten Jahresbandes belief sich auf 344 Seiten, sein Maximum wurde 1921/1922 mit 1618 Seiten erreicht, in Kriegs- und Krisenzeiten aber auch stark reduziert. Es wurde eine Auflage von 4000 Exemplaren erzielt. Nach anfänglich häufigen Adresswechseln der Redaktion – ab Oktober 1880 Windmühlenstraße 15, ab Februar 1883 Südplatz 7 und ab Oktober 1884 Lampestraße 4 (zugleich jeweils Wohnadressen de Wits) – wurden im März 1887 Büroräume am Thomaskirchhof 16 (dem heutigen Bosehaus) bezogen. Diese Anschrift galt für nahezu 48 Jahre.
Paul de Wit fungierte als verantwortlicher Redakteur und Herausgeber bis zu seinem Tod 1925. Dann übernahm sein bisheriger Stellvertreter Arno Richter die Leitung bis 1930, gefolgt von Robert Felsch bis 1935. Ab 1935 erschien die Zeitschrift in Breslau, immer noch aus dem Verlag Paul de Wit, jetzt mit Sitz in Breslau. Hauptschriftleiter war nun der Musikwissenschaftler und Professor an der Technischen Hochschule Breslau Hermann Matzke (1890–1976). Mit sechs Doppelheften bei einem Gesamtumfang von 72 Seiten im 63. Jahrgang 1942/1943 stellte die Zeitschrift offenbar kriegsbedingt ihr Erscheinen ein.
Seit 1946 erscheint, neu begründet von Hermann Matzke, in Fortsetzung der Zeitschrift für Instrumentenbau im Verlag Franz Schmitt, Siegburg, die Instrumentenbau-Zeitschrift.